# Oxymastinocerus fulvus
Oxymastinocerus fulvus is een keversoort uit de familie Phengodidae. De wetenschappelijke naam van de soort is voor het eerst geldig gepubliceerd in 1864 door Philippi.